# Chacarita
Chacarita – miasto w Kostaryce; 27 600 mieszkańców (2006). Przemysł spożywczy, włókienniczy.